# Agabus morosus
Agabus morosus är en skalbaggsart som beskrevs av Leconte 1852. Agabus morosus ingår i släktet Agabus och familjen dykare. Inga underarter finns listade i Catalogue of Life.